# Maxillaria virguncula
Espèce
Maxillaria virguncula est une espèce d'orchidées, endémique des Antilles vénézuéliennes et du nord du Venezuela.